# Tylösand
Tylösand – miejscowość (tätort) znajdująca się w Halland, Halmstad. W 2010 roku miejscowość zamieszkiwało 399 osób. W Tylösand znajduje się czterogwiazdkowy hotel o tej samej nazwie, mieszczący między innymi galerię sztuki, bibliotekę i cztery restauracje.